# Глибинні чудовиська
Глибинні чудовиська — фантастичний фільм 2008 року.

## Сюжет
Тиха вода мирного рибальського селища наводить жах на рибалок. Переситившись морською фауною, безжальні морські троглодити виходять на поверхню по новий харч. Тепер їх цікавить людська плоть. Вступити у битву зі смертельними чудовиськами вирішує капітан рибальського судна Вілл Мак-Кенна.